# Jenna Elfman
Jennifer Mary "Jenna" Elfman (nascida Butala; Los Angeles, 30 de setembro de 1971) é uma atriz
estado-unidense, mais conhecida por seu papel como Dharma no seriado da ABC Dharma & Greg (1997-2002), pelo qual ganhou o Globo de Ouro de Melhor Atriz - Série de Televisão Musical ou Comédia em 1999, e foi nomeado para três Primetime Emmy Award de Melhor Atriz Principal em uma Série de Comédia.

## Biografia
Jenna Elfman nasceu em Los Angeles, Califórnia, e começou sua carreira aparecendo em comerciais. Ela estudou com Milton Katselas, um renomado professor de balé Ela então começou aparecendo em programas de televisão antes de aterrar o papel de Dharma na série de televisão Dharma & Greg, da ABC, em 1997, que, até agora, foi sua participação mais famosa. Seu primeiro papel em um filme foi em Krippendorf's Tribe, de 1998, ao lado de Richard Dreyfuss. Ela ganhou um Golden Globe Award por seu papel em Dharma & Greg e desde então tem aparecido em filmes, tais como Tenha Fé (2000) e EdTV (1999).

## Carreira
Elfman fez extenso trabalho comercial antes de conseguir seu primeiro emprego série, fazendo aparições na temporada de 1995-1996 na série Roseanne, NYPD Blue, The Monroes, e Murder One, e a sitcom da CBS, Almost Perfect. Foi a atriz principal na série Dharma and Greg, que estreou em 1999 e terminou em 2002. Como conselheira de drogas na NBC, fez um filme para TV, e a sua última chance veio em 1996, bem como, antes que ela conseguiu um papel regular como o menina-Shannon louco, uma das três jovens de classe garçonetes que trabalham no veículo sitcom Molly Ringwald Townies. Apesar de curta duração, Townies mostrou uma grande oportunidade para Elfman, que impressionou os executivos da ABC, com sua cena de roubo de volta e assinou seu negócio próprio sitcom antes do episódio exibido Townies passado. Atuou em 3 episódios na série Two and a Half Men. Seu último trabalho foi  atuando na série Accidentaly on Purpose, que não passou da primeira temporada.

## Vida pessoal
Elfman conheceu o marido, o ator Bodhi Elfman, numa audição Sprite comercial em fevereiro de 1991. Eles se casaram em 1995, fazendo com que o diretor Richard Elfman se torna-se seu sogro e o compositor Danny Elfman seu cunhado.
Em janeiro de 2007, Elfman e seu marido anunciaram que estavam esperando seu primeiro filho. Em 23 de julho de 2007, seu filho, Elias Story, nasceu em Los Angeles, pesando 3 quilos e 240 gramas. Em 16 de setembro de 2009, Elfman anunciou que está esperando seu segundo filho, e que a gravidez a ajudaria com seu papel em Accidentally on Purpose. Em 2 de março de 2010, seu filho Easton Quinn Monroe nasceu.
É seguidora da cientologia e ligada ao grupo de defesa dos animais Humane Society of the United States.

## Filmografia
- 1997 - Grosse Pointe Blank
- 1998 - Dr. Dolittle (voz)

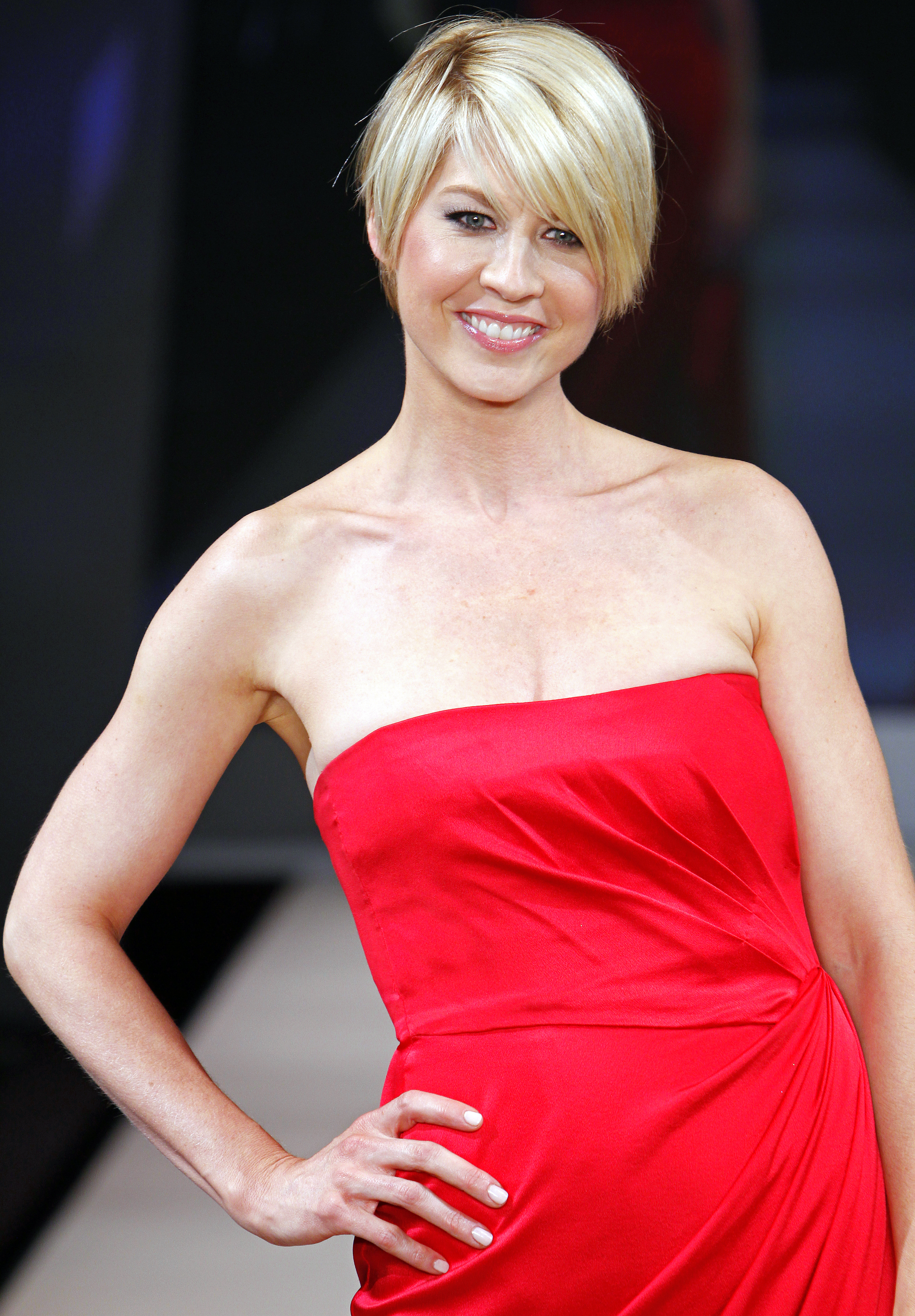
Elfman em 2012.

- 1998 - A Tribo dos Krippendorf (Krippendorf`S Tribe)
- 1999 - EdTV (Ed Tv)
- 2000 - Tenha Fé (Keeping The Faith)
- 2001 - Town & Country (Town & Country)
- 2001 - Ricos, Bonitos e Infiéis (Town E Country)
- 2002 - Presença de Ellena (Obsessed)
- 2003 - Looney Tunes: De Volta à Ação (Looney Tunes: Back in Action)
- 2004 - Clifford - O Gigante Cão Vermelho (Clifford's Really Big Movie)
- 2005 - Páginas de uma Vida (Touched)
- 2009 - The Six Wives of Henry Lefay
- 2009 - Love Hurts
- 2011 - Friends with Benefits
- 2014 - Big Stone Gap
- 2016 - Barry

## Televisão
- 2004 - Two and a half men (Frankie)